# Saint Joseph's College of Maine
La Saint Joseph's College è un'università privata di indirizzo cattolico con sede a Standish, nello stato americano del Maine.
Fu fondato nel 1912 dalle suore della misericordia come college femminile; iniziò ad ammettere studenti di sesso maschile nel 1970.